# Shannon Wright
Shannon Wright (Jacksonville, ...) è una cantautrice statunitense.

## Biografia
Originaria di Jacksonville (Florida), risiede ad Atlanta (Georgia).
Ha iniziato la sua carriera musicale nei Crowsdell, band indie prodotta dalla label Big Cat e attiva nella città di New York. Con questo gruppo ha pubblicato due album: Dreamette (1995) e Whitin the Curve of an Arm (1997). Si è poi trasferita a Chapel Hill (Carolina del Nord), dove inizia a scrivere nuove canzoni.
Shannon Wright è una valida polistrumentista (chitarra, pianoforte, batteria), abilità che le permette di comporre e arrangiare i suoi brani autonomamente. Una volta intrapresa la carriera solista, il suo stile si è affinato in direzione di un folk rock da camera, con alcune punte goth contrapposte ad altre tipicamente post-rock.
Nel 1999 ha debuttato da solista con l'album Flight Safety, a cui partecipa anche Joey Burns dei Calexico. Il successivo Maps of Tacit esce nel 2000. Segue poi Dyed in the Wool (2001). In entrambi questi dischi si possono apprezzare la qualità compositiva dell'autrice e la sua voce, cruda e viscerale. Si esibisce in diversi tour come supporter dei Calexico.
Nel 2004 ha scritto con la percussionista Christina Files (Victory at Sea) l'album Over the Sun, in cui vengono accentuati i tuoni della batteria e gli arpeggi alla chitarra. Nel 2005 ha pubblicato un album in coppia con il compositore francese Yann Tiersen. Il titolo del disco è Yann Tiersen & Shannon Wright.
Nel 2007 pubblica Let in the Light, album maturo e intrigante. Due anni dopo è la volta di Honeybee Girls, che celebra il decennio di attività solista dell'artista statunitense. Nel 2010 rilascia Secret Blood, in cui si fa più frequente il ricorso a sperimentazioni elettroniche.
Nel 2013 pubblica In Film Sound.

## Discografia
- 1999 - Flight Safety
- 2000 - Maps of Tacit
- 2001 - Perishable Goods
- 2001 - Dyed in the Wool
- 2001 - A Junior Hymn b/w Asleep
- 2004 - Over the Sun
- 2005 - Yann Tiersen & Shannon Wright (con Yann Tiersen)
- 2007 - Let in the Light
- 2009 - Honeybee Girls
- 2010 - Secret Blood
- 2013 - In Film Sound